# 742 Edisona
742 Edisona este un asteroid din centura principală, descoperit pe 23 februarie 1913, de Franz Kaiser.